# Voz (partido político)
Voz (ucraniano: Голос; Holos) es un partido político liberal y proeuropeo en Ucrania dirigido por el músico ucraniano Svyatoslav Vakarchuk. En las elecciones parlamentarias de 2019, el 47,6% de los diputados electos del partido eran mujeres.

## Posiciones políticas
El partido declara un enfoque democrático, apoyando la separación del dinero de la política. En asuntos económicos, el partido está a favor de introducir un impuesto sobre el capital retirado, un mercado de tierras, la privatización de empresas y la lucha contra las aduanas ilegales y los esquemas fiscales.
El líder del partido, Vakarchuk, declaró el 10 de junio de 2019 que el partido quiere abolir las circunscripciones electorales ucranianas actuales (en las que se eligen 225 escaños en circunscripciones con un sistema electoral de distrito unipersonales por mayoría simple), para sustituirlo por la representación proporcional de lista abierta.
Según el análisis del activista de derechos humanos Volodymyr Yavorsky, el programa del partido presta gran atención a los derechos humanos, mientras que no hay declaraciones populistas en él.
Según los expertos del Centro de Estrategia Económica Dmytro Yablonovsky y Daria Mikhailishin, el programa se enfoca en combatir la corrupción a través de la desoligarización y aumentando la eficiencia del estado mediante la introducción de tecnologías modernas.

## Resultados electorales
- Elecciones parlamentarias de Ucrania de 2019